# إدوارد براديس
إدوارد براديس (بالإسبانية: Eduard Prades )‏ (و. 1987  م) هو دراج إسباني، ولد في طراغونة، شارك في طواف إسبانيا.

## سباقات أو مراحل فاز بها
| التاريخ        | السباق                       | المركز                  |
| -------------- | ---------------------------- | ----------------------- |
| 01 يناير 2012  | 2012 Nafarroako Itzulia      | العاشر في التصنيف العام |
| 07 أبريل 2013  | كلاسيكا بريمافيرا 2013       | السابع في التصنيف العام |
| 23 فبراير 2014 | فولتا الغارف 2014            | السابع في التصنيف العام |
| 30 مارس 2014   | فولتا الينتيخو 2014          |                         |
| 13 أبريل 2014  | كلاسيكا بريمافيرا 2014       | الرابع في التصنيف العام |
| 08 أكتوبر 2015 | كوبا ساباتيني 2015           | الفائز في التصنيف العام |
| 09 أبريل 2017  | كلاسيكا بريمافيرا 2017       | التاسع في التصنيف العام |
| 07 مايو 2017   | طواف كوميونيداد مدريد 2017   | العاشر في تصنيف النقاط  |
| 28 سبتمبر 2017 | كوبا ساباتيني 2017           | الخامس في التصنيف العام |
| 27 يناير 2018  | تروفيو بولينسا-أندراتكس 2018 | السادس في التصنيف العام |
| 31 مارس 2018   | جائزة ميغيل إندوراين 2018    | الرابع في التصنيف العام |
| 20 مايو 2018   | طواف النرويج 2018            | الفائز في التصنيف العام |
| 14 أكتوبر 2018 | طواف تركيا الرئاسي 2018      | الفائز في التصنيف العام |
| 19 مايو 2019   | فويلتا أرغون 2019            | الفائز في التصنيف العام |
| 09 أكتوبر 2021 | طواف فونديه 2021             |                         |
| 24 مارس 2024   | فولتا الينتيخو 2024          | الفائز في التصنيف العام |

## روابط خارجية
- إدوارد براديس على موقع الاتحاد الدولي للدراجات (الإنجليزية)
- إدوارد براديس على موقع أرشيف الدراجات (الإنجليزية)
- إدوارد براديس على موقع إحصائيات الدراجات الإحترافية (الإنجليزية)
- إدوارد براديس على موقع نسبة الدراجات (الإنجليزية)
- إدوارد براديس على موقع CycleBase (الإنجليزية)